# Meshell Ndegeocello
Meshell Ndegeocello, cuyo nombre de nacimiento es Michelle Lynn Johnson (Berlín, 29 de agosto de 1968), es una cantante, rapera, bajista y compositora estadounidense nacida en Alemania. Su música incorpora muchas influencias, incluyendo el funk, soul, hip hop, reggae, R&B, rock y jazz, con muy buena aceptación de los medios, consiguiendo diez nominaciones a los Grammy. Se le considera igualmente una de las impulsoras del movimiento  neo soul.

## Biografía

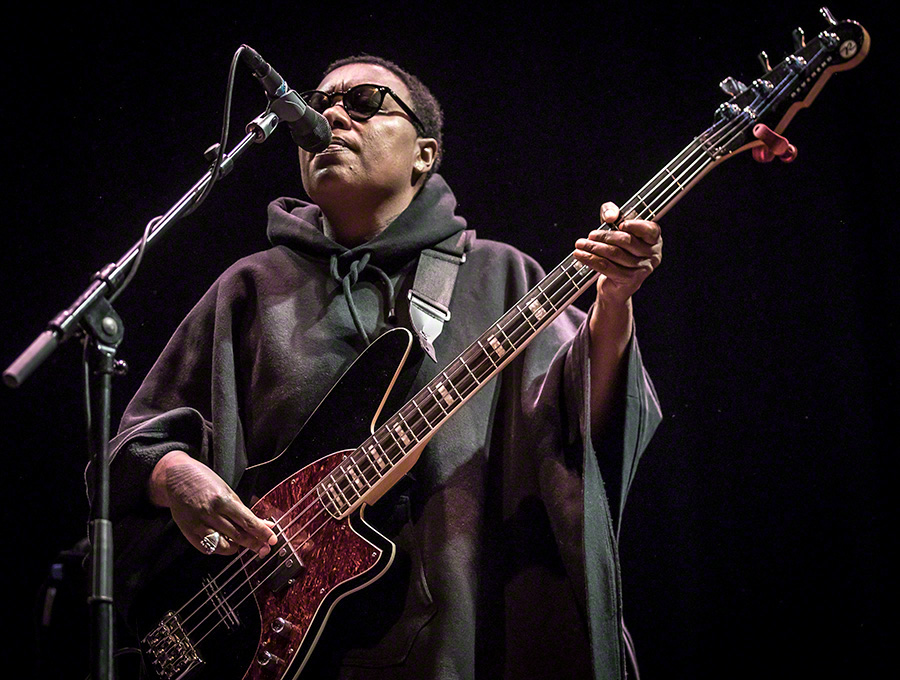
Ndegeocello (Oslo, 2016)

Nacida en Berlín, donde se encontraba de servicio su padre, militar, Meshell creció en Washington D. C., donde estudió en la  Duke Ellington School of the Arts y en la Oxon Hill High School. En las primeras notas de prensa de su primera compañía, Maverick Records, aparece como fecha de nacimiento 1969.
Adoptó su sobrenombre, que significa "libre como un pájaro", en suajili, a la edad de 17 años. En ocasiones, su nombre aparece transcrito como Me'Shell NdegéOcello, aunque la forma usual es Meshell Ndegeocello.

## Historial
Ndegeocello comenzó a finales de los años 1980, en el circuito local, con grupos como "Little Bennie and the Masters" o Rare Essence. Intentó, sin éxito, obtener la plaza de bajista en el grupo Living Colour, tras el abandono de Muzz Skillings en 1992. Sin embargo, fichó por el sello Maverick Records, donde publicó su álbum de debut, Plantation Lullabies. 
Su mayo éxito fue un dueto con John Mellencamp, una versión del tema de Van Morrison, "Wild Night", que alcanzó el puesto #3 en el Billboard Hot 100.  Su único otro tema en las listas de Billboard fue "If That's Your Boyfriend (He Wasn't Last Night)", que alcanzó el número #73 en 1994.  También en 1994, Nedegeocello colaboró con Herbie Hancock en "Nocturnal Sunshine," uno de los cortes del disco recopilatorio de la Red Hot Organization, Stolen Moments: Red Hot + Cool. 
Obtuvo un número 1 en las listas de dance, en 1996, cn una versión del tema de Bill Withers, "Who Is He (and What Is He To You?)" y logró también colocar en el Dance Top 20 los temas "Earth", "Leviticus: Faggot", "Stay" y el ya mencionado "If That's Your Boyfriend.. Last Night) ".  Ndegeocello tocó el bajo en el tema "I'd Rather be Your Lover" para Madonna, de su álbum Bedtime Stories. Su música aparece en un gran número de bandas sonoras, como  How Stella Got Her Groove Back, Lost & Delirious, Batman & Robin, Love Jones, Love & Basketball, Talk To Me, Tyler Perry's Daddy's Little Girls,The Best Man, Higher Learning, Down in the Delta, The Hurricane, y Soul Men.
Aparece también en discos de Basement Jaxx, Indigo Girls, y The Blind Boys of Alabama. En el disco de The Rolling Stones de 1997, Bridges to Babylon, toca el bajo en el tema "Saint Of Me". En el disco de Alanis Morissette de 2002, Under Rug Swept, toca el bajo en varios temas, igual que el álbum de Zap Mama, ReCreation (2009).
Participa igualmente en el documental Standing in the Shadows of Motown, cantando el tema de The Miracles, "You've Really Got a Hold on Me", y el de The Temptations, "Cloud Nine". A finales de los años 1990, giró con Lilith Fair. En 2003, grabó un remake del tema "Two Doors Down", en el disco homenaje Just Because I'm A Woman: The Songs of Dolly Parton.
Ndegeocello fue jurado en 2015 de los Independent Music Awards, que premia las carreras de artistas independientes.
En 2016, proporcionó el tema principal, "Nova", para el programa Queen Sugar, producido por Oprah Winfrey .  También colaboró con el dúo franco-cubano Ibeyi en la canción "Transmission/Michaelion" para el álbum Ash recitando un poema de Frida Kahlo .
En diciembre de 2016, se celebró el estreno mundial de Can I Get a Witness?, de Ndegeocello. El Evangelio de James Baldwin , una nueva obra de arte y música teatral, se llevó a cabo en Harlem, Nueva York. 
En junio de 2021, The Beatles Channel en Sirius XM Radio comenzó a transmitir A Shot of Rhythm and Blues: Exploring The Beatles and Black Music , una serie de cuatro partes presentada por Ndegeocello.  La serie explora la relación entre la banda de rock inglesa The Beatles y los músicos negros que los inspiraron. 
Ndegeocello se unió al sello Blue Note con el lanzamiento debut de su decimotercer álbum de estudio, The Omnichord Real Book (2023). El título hace referencia a un conjunto de partituras de canciones de funk, soul, gospel y otras influenciadas por su padre, como si fuera una recopilación de estándares en un verdadero libro de repertorio de jazz. 

## Discografía

### Álbumes de estudio
- 1993: Plantation Lullabies (Maverick)
- 1996: Peace Beyond Passion (Maverick)
- 1999: Bitter (Maverick)
- 2002: Cookie: The Anthropological Mixtape (Maverick)
- 2003: Comfort Woman (Maverick)
- 2005: The Spirit Music Jamia: Dance of the Infidel (Shanachie)
- 2007: The World Has Made Me the Man of My Dreams (EmArcy)
- 2009: Devil's Halo (Downtown)
- 2011: Weather (Naïve)
- 2012: Pour Une Ame Souveraine: A Dedication To Nina Simone (Naive)
- 2014: Comet, come tomem (Naive)
- 2018: Ventriloquism (Naive)
- 2023: The Omnichord Real Book (Blue Note Records)

### EPs
- 2006: The Article 3 (EmArcy)
- 2024: Love (Blue Note Records)

### Singles
- 1993: If That's Your Boyfriend (He Wasn't Last Night) (Maverick)